# Pueblo
Pueblo (del latín populus) es un término ambiguo, que puede designar a la población (el conjunto de personas de un lugar, región o país); o asimilarse al concepto de país con gobierno independiente. Incluso puede aplicarse para designar a cualquier localidad, particularmente a una población rural; o restringirse a los miembros más humildes de la sociedad (el pueblo llano, común o clases bajas). En sociología, «pueblo es un sentimiento de pertenencia a un grupo humano, una cultura, una historia, tradiciones compartidas (religiosas, alimentarias, vestimentarias, artísticas, etc.), a veces una lengua».

## Distintas definiciones de pueblo
En el contexto de los sistemas jurídicos y el pensamiento político occidental, la definición de "pueblo" es, desde sus orígenes, muy ambigua, muy compleja, equívoca y polémica:

Algunos hombres dicen que pueblo se llama a la gente menuda, así como menestrales y labradores, mas esto no es así, y antiguamente en Babilonia y en Troya, que fueron lugares muy señalados y ordenaron todas las cosas con razón y pusieron nombre a cada una según convenía, pueblo llamaron al ayuntamiento de todos los hombres comunalmente: de los mayores, menores y de los medianos, pues todos estos son menester y no se pueden excusar, porque se han de ayudar unos a otros para poder bien vivir y ser guardados y mantenidos.
Siete Partidas, Partida Segunda, Título 10, Ley 1. Alfonso X el Sabio, Corona de Castilla, 1265.

Tal definición se basa, como ese propio texto sugiere, en la tradición literaria de la civilización judeocristiana y grecorromana (Biblia, Ilíada); más propiamente, en conceptos políticos de la antigüedad clásica como el desarrollado por Marco Tulio Cicerón (siglo I a. C.), Macrobio (siglo IV d. C.) y Agustín de Hipona (siglo V d. C.): que definen "pueblo" (populus) como "la asociación basada en el consentimiento del derecho y en la comunidad de intereses". Sin embargo, incluso en aquella época (la de la República y el Imperio romano), se hacía un doble uso del término, tal como se reflejaba en la expresión  Senatvs Popvlvsqve Romanvs (SPQR, "el Senado y el Pueblo Romano") con la que se designaba al Estado romano a través de los dos cuerpos sociales y políticos que lo constituían: los patricios y los plebeyos; sólo los primeros formaban parte del Senado romano, mientras que ambas categorías constituían la totalidad del "Pueblo", cuya expresión política eran las asambleas populares o comicios. Etimológicamente populus (de la misma raíz que puber y pubis) se identificaría con la juventud de los que llegan a la edad de usar las armas, por oposición a senex ("viejo", los senadores). También en la época clásica griega el término demos tenía un doble significado, como estatus cívico y como categoría social.
La continuidad de la influencia de las instituciones políticas y del Derecho romano y medieval permanece en las concepciones socio-legales actuales.
Una identificación étnica (racial o cultural) del término "pueblo" se da sobre todo en expresiones como "pueblos primitivos", "pueblos indígenas" de la actualidad, o "pueblos antiguos" de épocas históricas pasadas. Muy frecuente es también el uso identitario, movilizador y de pertenencia sentimental (en expresiones como los lemas "el pueblo unido jamás será vencido" o un sol poble –"un solo pueblo"–).
En cambio, el concepto de "pueblo" en la configuración política de las modernas naciones-Estado, y sobre todo en las naciones de ciudadanos contemporáneas (muy plurales y heterogéneas en su composición demográfica, social, antropológica, y cultural, y que incluso ponen en valor esas diferencias), corresponde a un término propio del derecho constitucional:

We, the people of the United States...
 Nosotros, el pueblo de los Estados Unidos...
Constitución de los Estados Unidos, Preámbulo. 1787.

Nos los representantes de los pueblos de Colombia...
Constitución de Cúcuta o de la Gran Colombia (incluía a Venezuela, Colombia, Panamá y Ecuador), Preámbulo. 1821.

Nos, los representantes del pueblo de la Nación Argentina...
Constitución Argentina de 1853, Preámbulo.

La Nación tiene una composición pluricultural sustentada originalmente en sus pueblos indígenas...Es voluntad del pueblo mexicano constituirse en una República...
Constitución Política de los Estados Unidos Mexicanos que reforma la de 5 de febrero de 1857. Artículos 2 y 40. 1917.

Proteger a todos los españoles y pueblos de España...La soberanía nacional reside en el pueblo español, del que emanan los poderes del Estado.
Constitución española de 1978, Preámbulo y Artículo 1.º, párrafo 2. Véase Pueblo español según la Constitución.

Sin embargo, la confusión que el mismo Código de las Siete Partidas reconoce continúa hasta el presente. Una definición lexicográfica habitual de "pueblo" como "todo grupo de personas que constituyen una comunidad u otro grupo en virtud de una cultura, religión o elemento similar comunes", cubre no solo el conjunto de ciudadanos en su totalidad, sino cualquier subsección.
En concreto, el concepto de lo "popular" vinculado a los estratos sociales bajos o pueblo llano podría ser visto como un grupo (el constituido por "la gente menuda, así como menestrales y labradores" que indicaban las Partidas, o la "gente común y humilde" que indica el DRAE); pero un grupo especial que, cuando no es ignorado o despreciado por "vulgar" y "rústico", es idealizado y valorado al considerarlo portador de unos teóricos y perennes "valores populares"; elementos identificadores del conjunto social (del pueblo en sentido amplio) de una forma más genuina o menos viciada que los de las clases dirigentes, élites o clases altas (que en ocasiones son las primeras en imitar los rasgos más tradicionales de lo popular –casticismo y costumbrismo–, a veces como simple moda, a veces con el propósito de frenar el cambio social). Tales serían costumbres (costumbres populares), cultura (cultura popular) u otros elementos distintivos, incluidos los religiosos (religiosidad popular, o la condición del cristiano viejo) y los artísticos (folclore, música popular y arte popular); incluso los lingüísticos (jerga, vulgarismo -vistos peyorativamente-), que (vistos apreciativamente) son el propio origen de las lenguas modernas como lengua vulgar o popular (caso de las lenguas romances frente al latín).

Vox populi, vox Dei. - La voz del pueblo es la voz de Dios.
Adagio latino medieval.

La necesidad de confirmación por aclamación del pueblo de Roma a cada nuevo Papa elegido sigue haciéndose en la actualidad con la fórmula Habemus Papam, que debe pronunciarse ante la multitud congregada en la Plaza de San Pedro antes de que este realice su primer acto oficial (discurso y bendición Urbi et Orbi).

## Historia

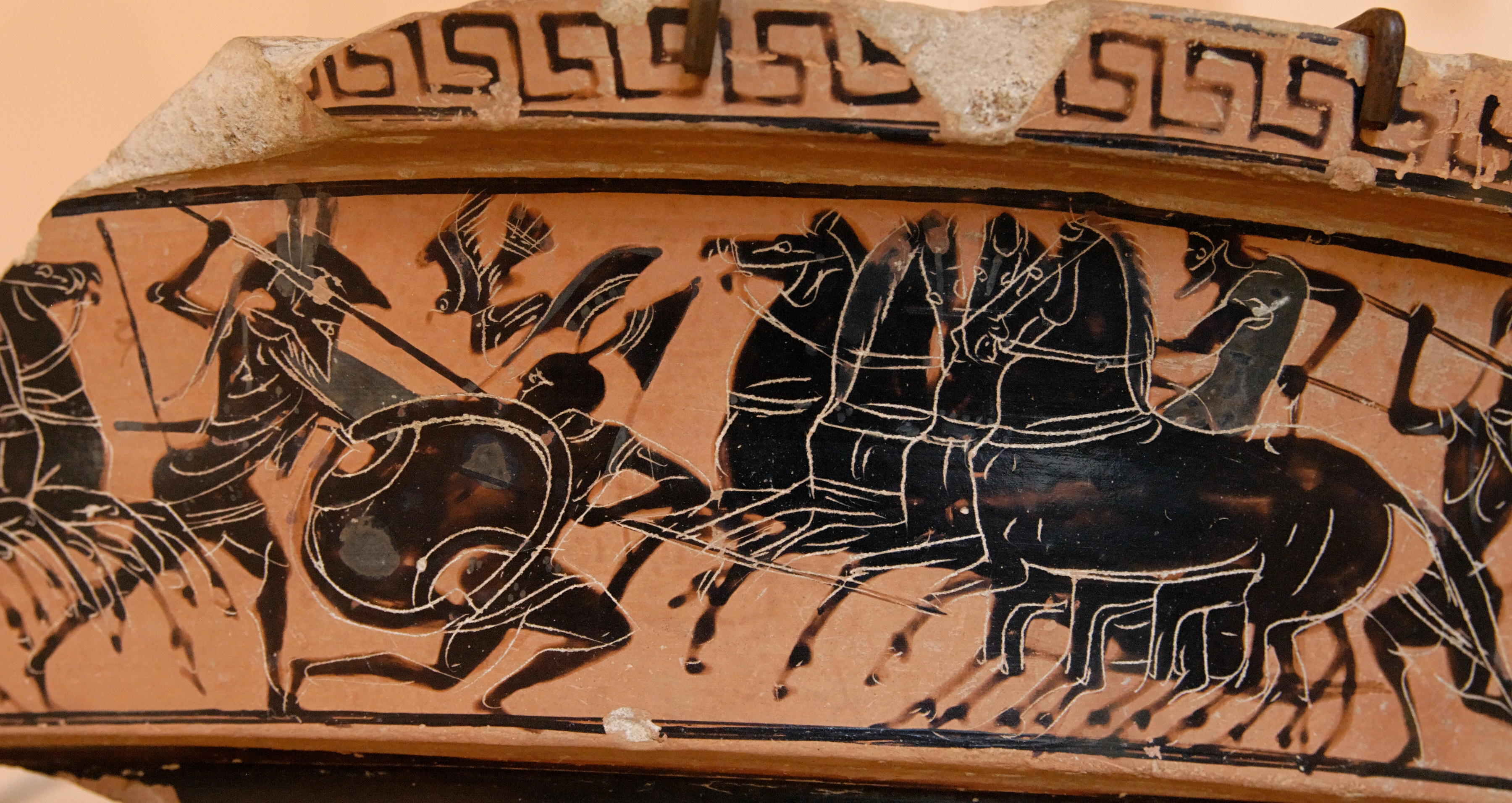
Dos guerreros griegos en combate singular. Tras ellos hay carros de guerra. Fragmento de una crátera ática de figuras negras, Selinunte, (contemporánea a las reformas de Clístenes). El equipamiento militar para el combate cuerpo a cuerpo (casco, lanza) es similar al que usarán los hoplitas, pero ellos luchan agrupados en falanges, y el escudo estará diseñado para proteger tanto al compañero de filas como al que lo lleva.

En la Antigua Grecia, el demos (en griego δῆμος, traducible por "pueblo") era el sujeto de la soberanía si la polis (ciudad-Estado) era "demo-crática" (democracia griega o ateniense). En la expresión política de ese demos no intervenía a la mayor parte de la población: ni menores de edad, ni mujeres, ni extranjeros (metecos), ni esclavos (parte esencial de la fuerza de trabajo en el modo de producción esclavista). El demos estaba excluido de las decisiones políticas en las polis aristocráticas gobernadas por los aristoi (traducible por "los mejores"), es decir, las familias más poderosas militar y económicamente, que al ser "pocas" (oligo) formaban una oligarquía (polis oligárquicas). La misma configuración del ejército expresaba ese hecho: lucha individual (la descrita en la Ilíada) de campeones capaces de costear caro armamento (carros de guerra) o lucha colectiva (la falange compuesta de hoplitas). El acceso del demos al gobierno tuvo en muchas ocasiones como mecanismo la elevación al poder de gobernantes ilegítimos que se legitimaban por el apoyo popular: los tiranos.
Buena parte de las reelecciones de los legisladores (Licurgo, Solón, Clístenes) y los filósofos griegos (Sócrates, Platón –República–, Aristóteles –Política, Constitución de los atenienses–, Jenofonte –Constitución de los lacedemonios, la República de los atenienses, que se le atribuía, aunque es obra de un Pseudo-Jenofonte–) [cita requerida] fue sobre el significado y el papel que el demos y otros cuerpos sociales tenían o deberían tener en la polis o comunidad política.

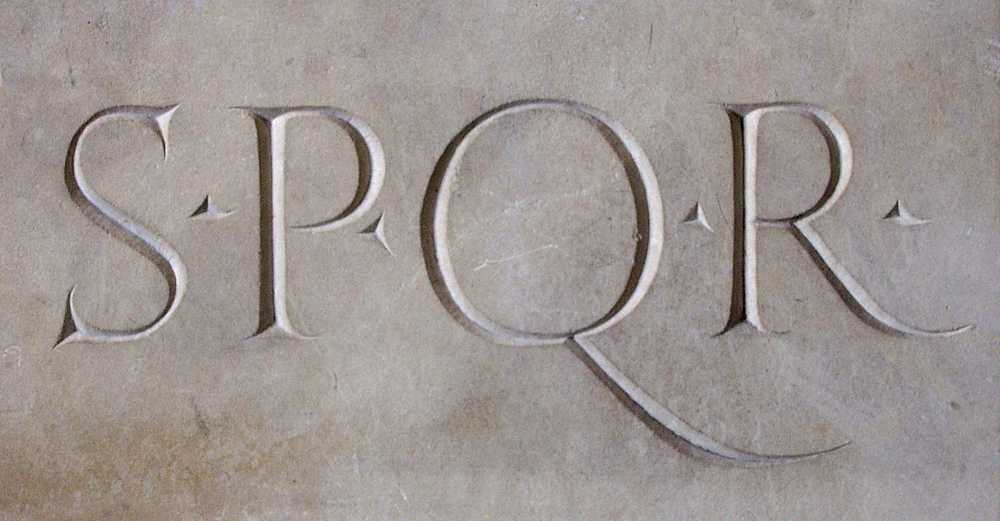
SENATVS POPVLVSQVE ROMANVS, el Senado y el Pueblo Romano.

En la Antigua Roma, bajo las siglas SPQR, se identificaba a los dos cuerpos sociales y políticos constituyentes de la República Romana: el Senatus (traducible por senado) y el Populus (traducible por "pueblo", léase [pópulus]; no debe confundirse con Populus, nombre latino del género de árbol cuyo nombre vulgar es álamo o chopo). Aunque la definición de ambos es compleja y populus no es estricto sinónimo de plebs (plebe), su plasmación en las instituciones iba pareja con los conceptos de patricios y plebeyos; los primeros el conjunto de gens aristocráticas que decían descender de antepasados heroicos e incluso divinos (que se enlazaban con los mitos de la guerra de Troya a través la Eneida); y los segundos teóricamente nacidos de la tierra. Los conflictos entre patricios y plebeyos, las reformas sociales y políticas (como las reformas de los Gracos), las guerras sociales y guerras civiles republicanas y posteriormente la imposición del principado de Augusto y el Alto Imperio romano; fueron transformando de forma radical esa oposición, que para la época del dominado (Bajo Imperio romano) había sido sustituida por la oposición entre honestiores y humiliores.
La Edad Media europea occidental comenzó con el decisivo proceso de las invasiones bárbaras (denominadas Völkerwanderung –"migración de pueblos"– en la tradición historiográfica germánica), que produjo la forzosa convivencia de multitud de "pueblos" de lenguas, etnia, religión y derechos marcadamente diferenciados. Política y socialmente, en amplios territorios (sobre todo en Hispania y Galia) se produjo la superposición de una minoría dirigente germánica sobre la mayoría de la población (hispanorromana o galorromana) en los reinos germánicos. Este hecho, sumado a las concepciones teóricas derivadas del cristianismo primitivo y la patrística (fundamentalmente el agustinismo político) fue formando la teoría triestamental que respondía a la sociedad estamental propia del feudalismo; en la que "pueblo" era casi siempre equivalente a "pueblo llano", una de las expresiones con las que se designaba al Tercer Estado, compuesto en su mayoría por campesinos sometidos a la servidumbre del régimen señorial, junto a una exigua y marginal burguesía urbana poco diferenciada por riqueza, aunque en algunas ocasiones protagonizó revueltas que se consideran precedentes de las revoluciones burguesas (por ejemplo, en las ciudades italianas se hablaba de popolo grosso y popolo minuto –"pueblo gordo" y "pueblo delgado" respectivamente–).

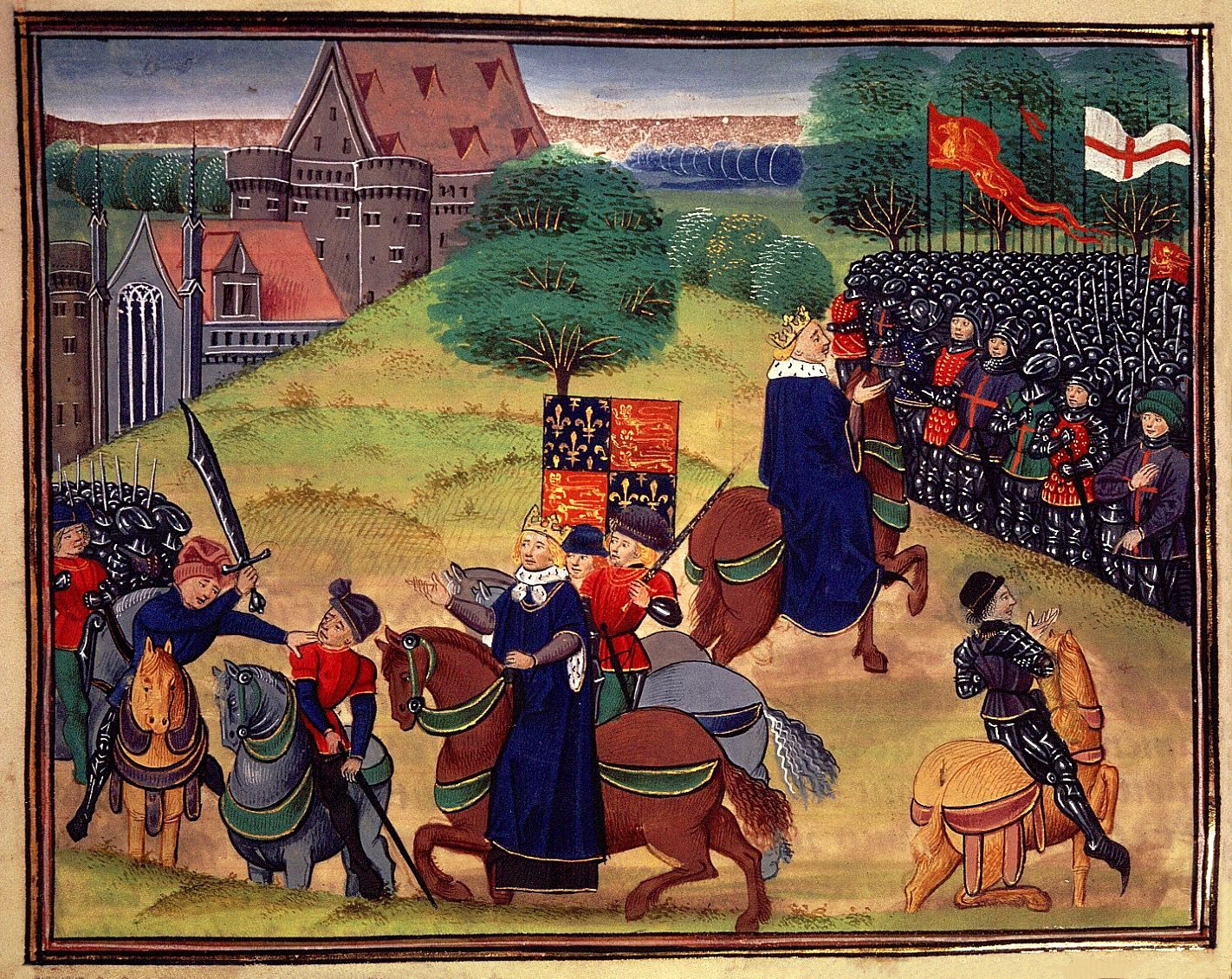
Muerte de Wat Tyler, que puso fin a la revuelta popular inglesa de 1381. En la ilustración aparece también el rey Eduardo II de Inglaterra.

Tal situación cambió decisivamente con la crisis del siglo XIV, que abrió el paso a la dinámica social y política propia del Antiguo Régimen y la Edad Moderna. Frente a la monarquía feudal sin apenas poder por sí misma, que no era más que la cúspide de la pirámide del vasallaje; la concentración de poder en manos del rey y la cada vez más clara separación entre "rey y reino" definirá a las monarquías autoritarias, que en algunos casos no consiguieron superar un pactismo limitador y en otros llegaron a definirse como monarquías absolutas, teóricamente libres de toda atadura legal que obligara a respetar peculiaridades territoriales o estamentales, por lo que el rey considera bajo él a todos como súbditos. El despotismo ilustrado del siglo XVIII marcará ese paternalismo del rey hacia el pueblo en un lema tan lapidario como fue:

Todo para el pueblo, pero sin el pueblo.

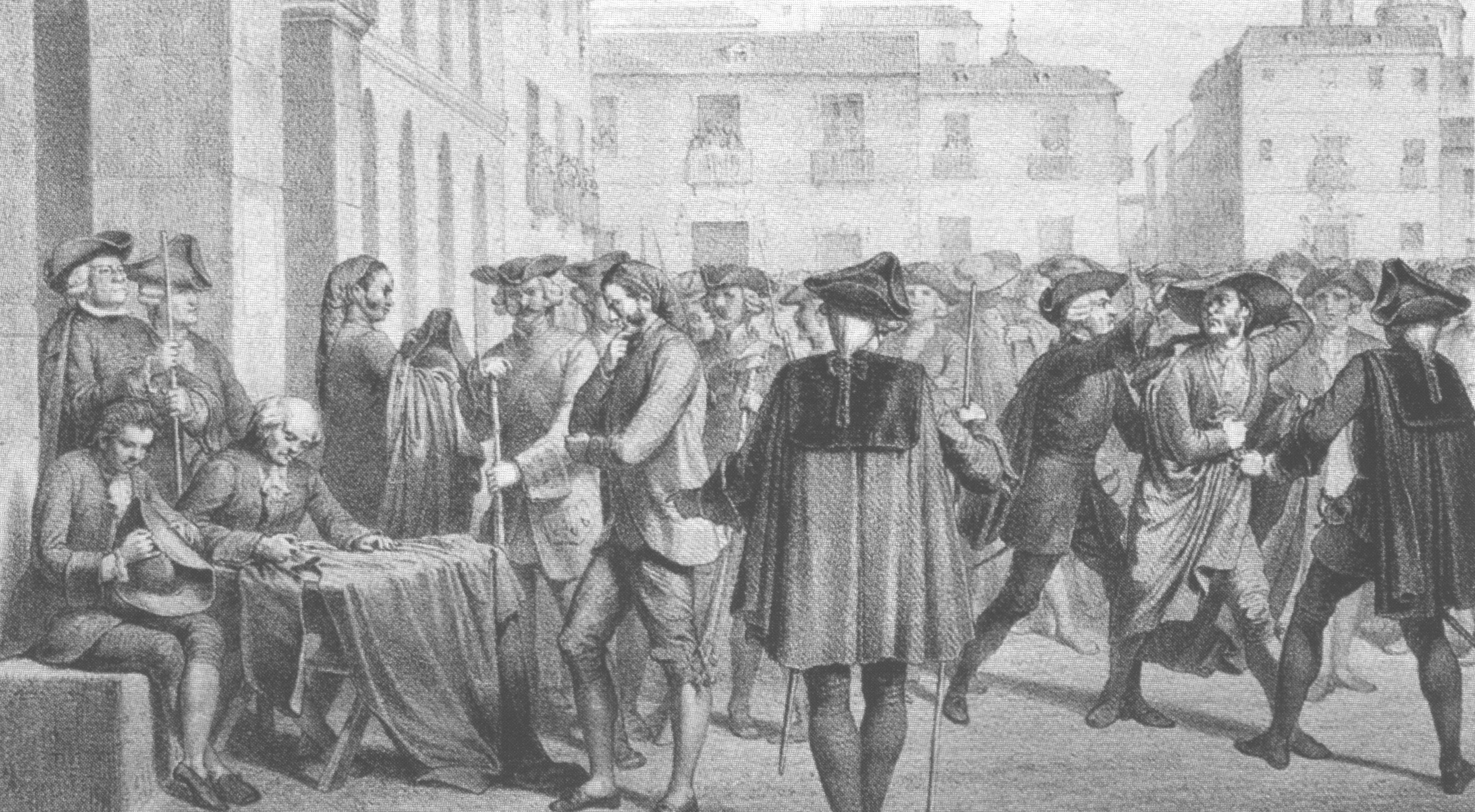
El pueblo de Madrid, entre cuyos "tipos populares" estaban los manolos y majas que retrataría Goya en el costumbrismo de sus diversiones y en la tragedia de su protagonismo histórico durante el levantamiento del Dos de Mayo de 1808, ya se había sublevado en 1766; pero en esa ocasión no contra el invasor francés, sino contra las medidas ilustradas del Marqués de Esquilache, en una coyuntura de crisis de subsistencias (motín de Esquilache). En este grabado, los alguaciles detienen a los que no cumplían la Ordenanza de capas y sombreros (que pretendía impedir la costumbre popular de ir embozado) y los sastres recortan las capas y cosen las alas anchas para conseguir el sombrero de tres picos.

Un monarca ilustrado como Carlos III de España, refiriéndose a las resistencias populares al programa modernizador de sus ministros (motín de Esquilache, 1766), dirá explícitamente: los pueblos son como los niños, que lloran cuando se les lava la cara.
La Edad Contemporánea, edad histórica en que la historiografía ha querido ver un protagonismo más evidente del pueblo que en otras, se abre con el ciclo de las revoluciones liberales que aplican políticamente las concepciones intelectuales desarrolladas anteriormente por la Ilustración; entre las que destacaba el concepto de "pueblo" en pensadores como Rousseau, y la identificación del Tercer Estado con pueblo y nación a partir de la Revolución francesa (Sieyès). Su plasmación legislativa se realizó en textos como la Declaración de Independencia de los Estados Unidos (1776), la Declaración de los Derechos del Hombre y del Ciudadano (1789) y las primeras Constituciones escritas de naciones-Estado.

## Derecho y Ciencias Políticas

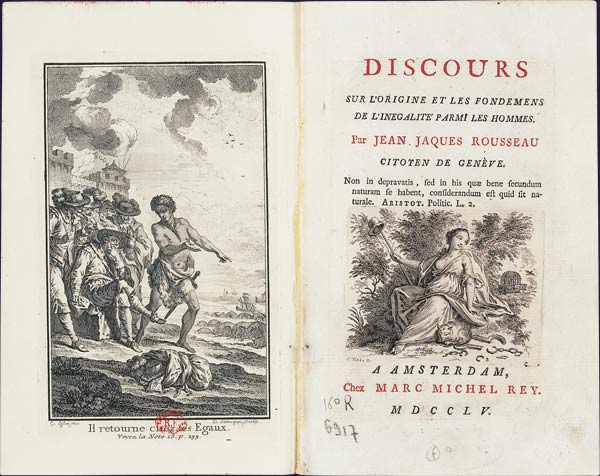
Discurso sobre el origen y los fundamentos de la desigualdad entre los hombres (1755), de Jean-Jacques Rousseau. En esta obra, así como en Emilio, o De la educación y El Contrato Social (ambos de 1762), expone su concepción de la relación entre individuo, sociedad y Estado. Su concepto de voluntad general, cuyo ejercicio llama soberanía y cuyo legislador propone que debe ser el pueblo, será el utilizado en la democracia moderna para definir el concepto de soberanía popular; pero también está en el origen de los totalitarismos.

### Soberanía popular
Pueblo, en teoría política y derecho constitucional, es el sujeto de la soberanía nacional entendida como soberanía popular. Aunque para algunos tratadistas las diferencias entre los términos nación y pueblo son irrelevantes o meros matices, es más frecuente establecer una relación dinámica entre ambos términos y el de Estado: "nación es el pueblo que domina un Estado", "el resultado del ascenso de un pueblo desde la inconsciencia histórica a la conciencia histórica, desde la necesidad a la autodeterminación, desde la actuación por causas a la actuación por motivos y con arreglo a fines planeados", "un pueblo es aquel grupo social que ha desarrollado unos vínculos de agregación colectiva entre sus miembros como resultado de su conciencia de identidad política común y de la actuación orientada a traducirla en una entidad estatal propia o independiente."
En la concepción propia del absolutismo (Bossuet), la soberanía procede de Dios y es depositada en el rey (derecho divino de los reyes). Otras concepciones alternativas consideraban al pueblo depositario de esa soberanía, lo que permitía ejercerla en su nombre contra el propio rey: por ejemplo en la teoría del tiranicidio (Padre Mariana, Escuela de Salamanca) y en las justificaciones de la revuelta de Flandes (la condición de revolución moderna de la revuelta de las Comunidades de Castilla es un asunto menos claro, aunque también debatido).
La Revolución Inglesa del siglo XVII suscitó también un intenso programa ideológico, con formulaciones alternativas: el pesimismo antropológico de Hobbes, que identifica al poder absoluto del Leviathan con el cuerpo social mismo; mientras que el optimismo antropológico de Locke inicia el desarrollo teórico del liberalismo clásico. Sus distintas concepciones del estado de naturaleza (tomado individualmente, en ausencia de sociedad, el hombre es naturalmente bueno, o bien un lobo para el hombre), llevaron, ya en época de la Ilustración y junto con otros conceptos, como el mito del buen salvaje, a las formulaciones de Rousseau (Emilio, El Contrato Social).
Tras la Revolución francesa, durante el siglo XIX muchas constituciones (como las propiciados por los moderados en España) ponían la soberanía como compartida entre las Cortes y el rey; pero en las más avanzadas, y prácticamente en todas a partir del siglo XX, la soberanía reside en el pueblo, siendo los poderes del Estado, especialmente las cámaras legislativas, su depositario temporal, tras haber sido elegidos por el pueblo, en cuyo nombre deben ejercerla. En la propia tradición constitucional francesa, la idea de pueblo juega un papel fundamental, pero ambivalente: posee un carácter de derecho positivo cuyas consecuencias jurídicas parecen paradójicas. El concepto de soberanía nacional dominó la doctrina jurídica entre 1830 y 1962; aunque tambpocoo desde entonces los efectos de la unicidad del pueblo sobre la organización territorial de la República francesa han sido son uniformes.
La democracia asamblearia en que cada decisión debe ser adoptada por el pueblo soberano directamente es una posibilidad teórica, de la que suele ponerse como ejemplo el funcionamiento de la democracia ateniense o el de pequeñas comunidades (como la Ginebra de la que procedía Rousseau).
Distinta cosa es la posibilidad, muy explotada como mecanismo de legitimación popular, de convocatoria a referéndum para la aprobación de medidas especialmente importantes.
Otra alternativa son diferentes experiencias de democracia participativa o semidirecta, en la que se fomenta la implicación del pueblo en decisiones políticas cotidianas.
El jurado popular para la administración de justicia es una institución que se utiliza en varios sistemas de derecho procesal, fundamentalmente en la tradición anglosajona.

### Libre determinación de los pueblos
En el Derecho internacional público, los pueblos son el sujeto del derecho de libre determinación.

### Derecho de los pueblos a su existencia
Tras la Segunda 
Guerra Mundial, el Derecho Internacional tipificó el delito de genocidio, que supone la atribución a los pueblos de un derecho a la existencia que distintos tipos de vulneraciones pueden amenazar.

### Democracia popular
La antigua Unión Soviética y los Estados que se crean o se reestructuran bajo su influencia en Europa Oriental y otras partes del mundo (desde China hasta Cuba) recibieron la denominación constitucional de república popular (república democrática o democracias populares –popularismo–).

### Pueblo trabajador
La Segunda República Española, al definirse por la Constitución de 1931 como una República de trabajadores de toda clase, acentuaba el componente popular (en el sentido de pueblo llano o pueblo trabajador) de la soberanía.

### Uso del término «pueblo» a lo largo del espectro político
Ein Volk, ein Reich, ein Führer! - ¡Un pueblo, un imperio, un guía!
Lema del nazismo.

Libertas – Libertad
Lema medieval (inscrito en una cruz) de los güelfos (partidarios del Papa) contra los gibelinos (partidarios del Emperador, que tenían el de Unitas – Unidad).Escogido en el siglo XX por la Democracia Cristiana.

El nombre pueblo y el adjetivo popular demostraron tener una gran elasticidad para ser empleados por todos los colores del espectro político:
El nazismo desarrolló una teoría etnicista del pueblo alemán (que pasa del concepto romántico de deutsches Volk al concepto intrínsecamente nazi de Volksdeutsche) excluyente tanto hacia el interior (pureza racial aria) como hacia el exterior (necesidad de un Lebensraum o espacio vital que justificaría su expansionismo) en que la comunidad del pueblo (Volkgemeinschaft) sustituiría a la comunidad internacional regida por los vencedores de la Primera Guerra Mundial y que se consideraba humillante para Alemania (Sociedad de Naciones).
El sacerdote italiano Don Sturzo creó en 1919 el Partido Popular Italiano (Partito Popolare Italiano), precedente de la Democracia Cristiana, y que fue perseguido por el fascismo de Mussolini (un totalitarismo más fundamentado teóricamente en el stato –Estado–, mientras que el de Hitler lo estuvo en el pueblo identificado con la raza). El Partido Popular Bávaro (Bayerische VolksPartei, 1919), como su antecedente, el Zentrum (1871), también tenían una personalidad fuertemente católica y una gran proximidad a la jerarquía eclesiástica, que desde finales del siglo XIX ofrecía una visión muy particular de las relaciones sociales, pretendidamente opuesta tanto al liberalismo como al socialismo (Doctrina Social de la Iglesia). En cambio, el Partido Popular Nacional Alemán (Deutschnationale Volkspartei, 1918) era un partido conservador identificado con la élite social de la luterana Alemania del norte (industriales y terratenientes aristócratas –junkers–).
El triunfo de los aliados en la Segunda Guerra Mundial significó la oportunidad para el florecimiento de partidos democristianos, que con el proceso de reconstrucción y unidad europea (de la que fueron en buena parte protagonistas –Konrad Adenauer, Robert Schuman, Jean Monnet, Alcide De Gasperi–) se federaron en el Partido Popular Europeo. En Francia, la peculiaridad de la tradición laica republicana y de la resistencia durante la guerra, la identificación del régimen de Vichy con un fascismo clerical, y la personalidad del general De Gaulle, crearon en torno a este un partido claramente laico, que inicialmente se denominó Rassemblement du Peuple Français (Reagrupamiento del Pueblo Francés) y que con diferentes nombres y composiciones ha venido recibiendo la etiqueta de gaullismo hasta la actualidad.

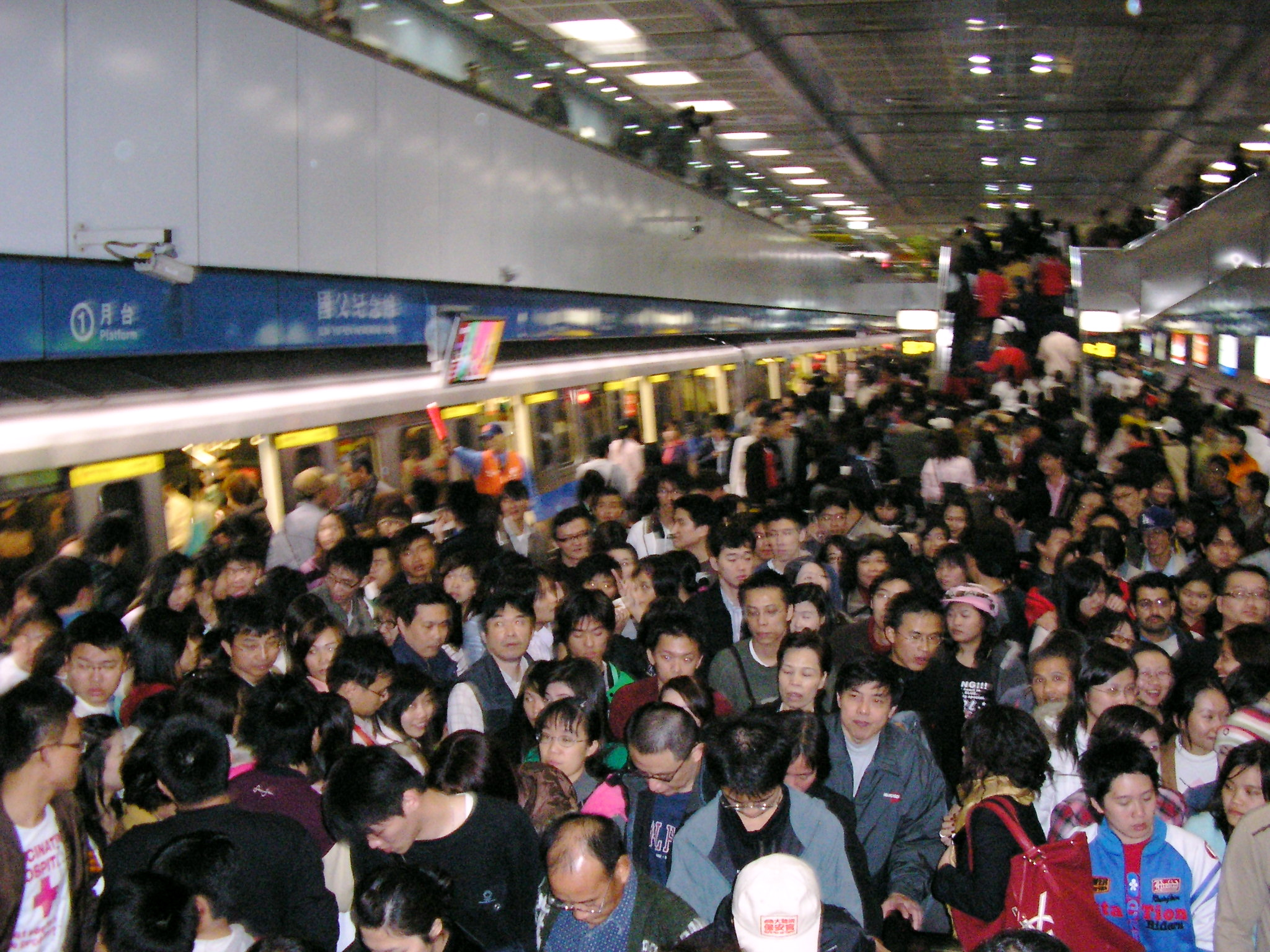
Multitud urbana en el metro de Taipéi.

### Pueblo, multitud, muchedumbre y masas
No hay que confundir el concepto de pueblo con la noción de multitud promovida fundamentalmente por Spinoza; ni con la distinción de pueblo y muchedumbre promovida por Hobbes e imperante hasta nuestros días. La diferencia básica es que bajo la distinción de Hobbes el conjunto de ciudadanos queda simplificado en una unidad como cuerpo único con voluntad única (contrato social), y aunque sea una mera muchedumbre reúne los requisitos necesarios para ser considerada como pueblo; mientras que el concepto de multitud rehúsa de esa unidad conservando su naturaleza múltiple. A partir de esta distinción, etimológicamente, la democracia es el gobierno del pueblo que con la voluntad general legítima al poder estatal, y la oclocracia es el gobierno de la muchedumbre, es decir, la muchedumbre, masa o gentío es un agente de producción biopolítica que a la hora de abordar asuntos políticos presenta una voluntad viciada, evicciosa, confusa, injuiciosa o irracional, por lo que carece de capacidad de autogobierno y por ende no conserva los requisitos necesarios para ser considerada como pueblo.
En concreto, el término masas es objeto de especial tratamiento por los teóricos del movimiento obrero, especialmente del marxismo, que considera a la clases sociales (definidas por sus intereses económicos) como sujeto histórico y a la lucha de clases como el principal agente del cambio histórico. Los partidos y sindicatos obreros se definen como de clase, de masas. Masas sería por un lado, un concepto opuesto al de élites, y por otro lado opuesto al de vanguardia proletaria o vanguardia revolucionaria (a la que, según el leninismo, las masas seguirían en la revolución proletaria y se encarnaría en el Partido Comunista). La agitación de las masas era objeto de particular atención (propaganda de agitación o Agitprop), con procedimientos manipulativos similares a los del fascismo.
Desde finales del siglo XIX se extiende el uso del concepto masas, sin esa implicación política o intelectual, con los de producción en masa, cultura de masas, medios de comunicación de masas, etc. La obra de José Ortega y Gasset La rebelión de las masas fue una de las más influyentes en la década de los treinta del siglo XX.

### Demagogia y populismo

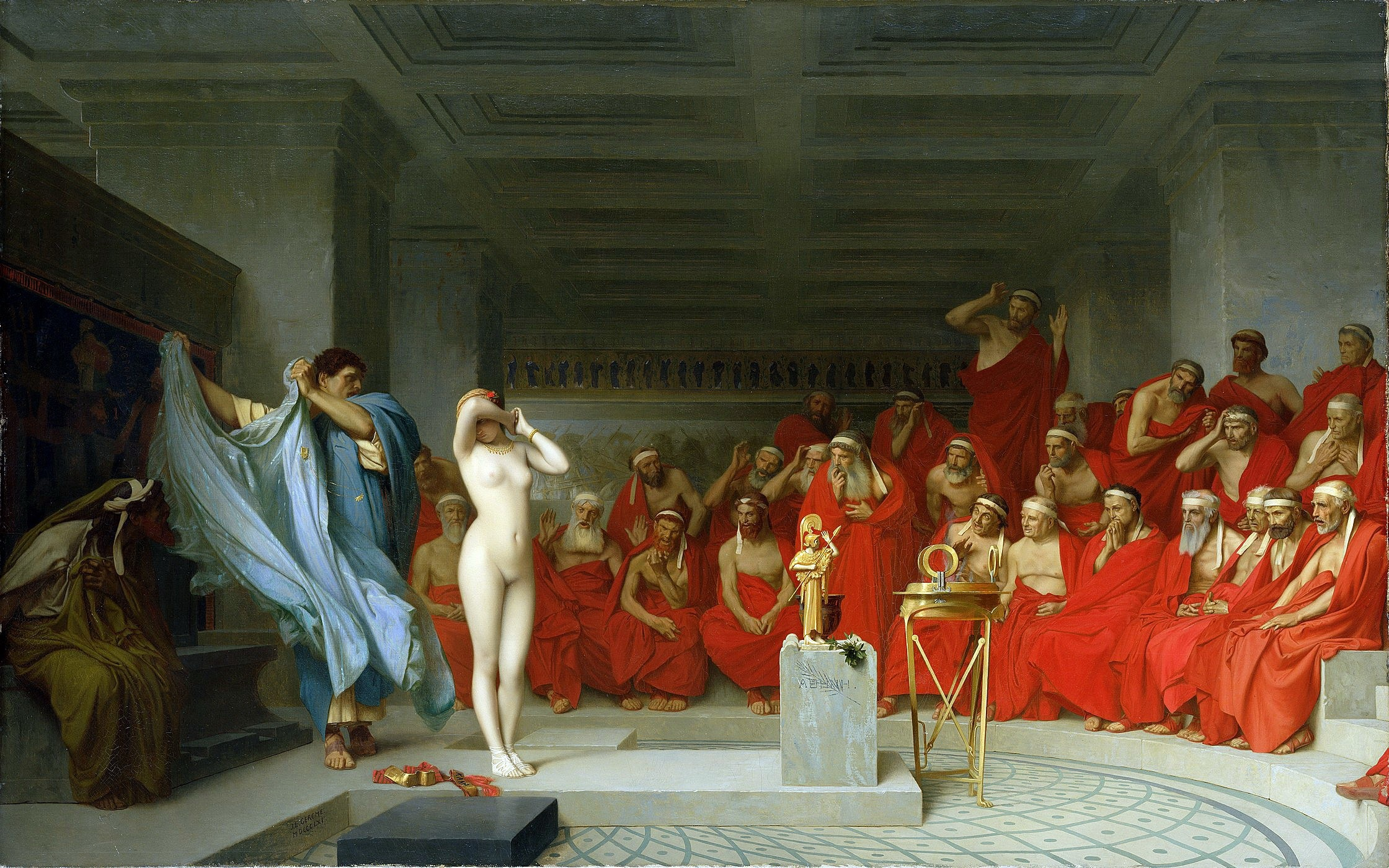
Friné ante el areópago.

Las expresiones demagogo y demagogia (de agein, dirigir) se utilizaban desde la antigüedad clásica para designar al político que tenía la habilidad de manipulación sobre el pueblo, de forma similar a como un sofista (como Gorgias) tenía la habilidad de convencer mediante argumentos retorcidos aunque fueran erróneos, un logógrafo (como Antifonte de Atenas) tenía la habilidad de persuadir a un tribunal en un litigio, o un orador (como Demóstenes) tenía la habilidad de conmover a un auditorio. El famoso juicio a Friné, en el que su defensor Hipérides recurrió a desnudarla para obtener el éxito, es un ejemplo claro. También los candidatos a las magistraturas romanas se desnudaban físicamente ante el electorado para mostrar las cicatrices de sus heridas de guerra. La expresión panem et circenses (pan y circo) es muestra de algunos de los mecanismos demagógicos que los políticos romanos utilizaban para garantizarse el apoyo popular (y que se utilizan y critican también en épocas más recientes -pan y toros o pan y fútbol-).
En la vida política del mundo contemporáneo, pública y mediática, inseparable de la publicidad y la propaganda; la tópica imagen de los candidatos en las elecciones besando a los niños y saludando efusivamente a todos es sólo una manifestación externa de lo que a veces se denomina marketing político o el uso de sondeos de opinión para encauzar la acción política de un gobierno o la campaña electoral de un partido político.

El político piensa en la próxima elección; el estadista, en la próxima generación.
Frase atribuida a Otto von Bismarck, Alemania, finales del siglo XIX.

Con el nombre de populismo se etiquetan de forma poco sistemática regímenes de gobierno y en ocasiones partidos políticos e incluso personalidades políticas individuales de particular carisma o medidas políticas o decisiones políticas concretas. Cuando se utiliza por sus enemigos políticos, es habitualmente un término peyorativo, que pretende calificar de demagógico a tal decisión, persona, partido o régimen. No obstante, la historiografía suele utilizar el término para designar a algunos regímenes políticos concretos, sobre todo en la América Latina del siglo XX.

## Teología del pueblo
La teología del pueblo es una corriente teológica nacida en la Argentina tras el Concilio Vaticano II y la Conferencia de Medellín (Colombia, 1968) como rama autónoma de la teología de la liberación que, según varios autores, ha influido fuertemente en el pensamiento del papa Francisco. Entre los principales teólogos de teología del pueblo se destacan Alberto Methol Ferré, Lucio Gera, Rafael Tello, Justino O'Farrel, Juan Carlos Scannone, Eduardo de la Serna y Carlos María Galli.
Pueblo, para esta corriente teológica, es entendido como una categoría histórica y mítica, una forma de fraternidad más allá de la estirpe. No la reduce a la suma masiva de individuos, ni al conjunto de los ciudadanos que componen una sociedad o a la población, sino como una conciencia de orígenes y vicisitudes históricas comunes, en el patrimonio de su tradición, en su background cultural y religioso, en el ethos societario que se deriva y alimenta, en su capacidad de integrar diversos componentes en un mestizaje étnico y cultural, en el tejido de su convivencia familiar, laboral y social, en un destino solidario compartido en pos de una vida digna y buena para todos.
La teología del pueblo toma la crucial "opción preferencial por los pobres" de la teología de la liberación, pero se diferencia de ésta por no centrarse en la "lucha de clases", sino las nociones de “pueblo” y “anti-pueblo”, noción enseñada por el Padre Lucio Gera para llamar a las oligarquías que abandonan el interés por el bien común del pueblo y de la nación, y se concentran en la defensa de sus propios privilegios, siendo responsables de situaciones de opresión y explotación.
La teología del pueblo sostiene que a partir de la globalización y la profundización de los procesos de exclusión, la "opción preferencial por los pobres" debe expresarse como "opción preferencial por los excluidos".
El teólogo jesuita Juan Carlos Scannone, fundador de la Filosofía de la liberación y de la teología del pueblo, ha dicho que el papa Francisco ha tomado de esta última su noción de "pueblo" como "figura poliédrica" en la que cada cultura tiene algo que aportar a la humanidad y donde se respetan las diferencias.